# Визит к Минотавру
«Визи́т к Минота́вру» — советский пятисерийный детективный телевизионный художественный фильм 1987 года, снятый режиссёром Эльдором Уразбаевым по мотивам одноимённого романа Аркадия и Георгия Вайнеров по заказу Гостелерадио СССР. Премьера на телевидении состоялась с 9 по 14 ноября 1987 года.

## Сюжет
В сериале две сюжетные линии. Одна из них протекает в СССР в 1986 году, другая — в Италии XVII—XVIII веков, во времена, когда жил и творил выдающийся скрипичный мастер Антонио Страдивари.
Следователю прокуратуры Станиславу Павловичу Тихонову поручают расследовать кражу в квартире прославленного музыканта — скрипача, народного артиста СССР Льва Иосифовича Полякова. Преступление выглядело бы банальной кражей со взломом, если бы не пропажа легендарной скрипки Страдивари «Санта-Мария». В ходе расследования выясняется, что похищение скрипки и было главной целью злоумышленников, а личные вещи хозяина квартиры «прихватил» один из второстепенных участников преступления. Теперь уникальная скрипка может покинуть пределы СССР.
В ходе следствия Тихонов наталкивается на активное сопротивление преступников. Расследование постоянно пытаются сбить с верного пути, бросая тень подозрения на бывшего друга Полякова, когда-то подававшего надежды скрипача, а ныне сотрудника серпентария Павла Петровича Иконникова. Давняя история дружбы и соперничества Иконникова и Полякова становится ключом к разгадке преступления.
Параллельным сюжетом изложена жизнь Антонио Страдивари. Годы юности и ученичества у великого Николо Амати в Кремоне. Затем Антонио женится, открывает собственную мастерскую. Талантом, но прежде всего своим тяжёлым ежедневным трудом, мастер добился признания своих инструментов во всей Европе. По сюжету, похищенную у Полякова скрипку «Санта-Мария» с её мощным и радостным звучанием, Страдивари создал к собственной свадьбе. В фильме показана драма Страдивари-отца и Страдивари-мастера, который пытался передать сыновьям секреты мастерства и привить любовь к делу своей жизни, но не преуспел в этом. Духовным преемником Страдивари становится Джузеппе Гварнери (Дель-Джезу́).
Название сериала отсылает к древнегреческому мифу о Минотавре — чудовище с телом человека и головой быка, обитающем в подземном лабиринте острова Крит. Философско-психологический подтекст фильма построен на идее сопротивления человека своему «внутреннему Минотавру» — жадности, зависти, злобе. «Минотавр» зависти к гению, пожирающий преступника, толкает его на похищение бесценной скрипки.

## В ролях
| Актёр                | Роль                                                                                     |
| -------------------- | ---------------------------------------------------------------------------------------- |
| Сергей Шакуров       | следователь Станислав Павлович Тихонов / Антонио Страдивари                              |
| Анна Каменкова       | помощница Тихонова Елена Сергеевна Нечаева                                               |
| Владимир Самойлов    | прокурор Владимир Иванович Уваров (в романе Шарапов)                                     |
| Александр Филиппенко | настройщик роялей Григорий Петрович Белаш                                                |
| Валентин Гафт        | сотрудник серпентария, бывший скрипач Павел Петрович Иконников                           |
| Михаил Пуговкин      | изготовитель воровских инструментов Степан Андреевич Мельник                             |
| Лаймонас Норейка     | известный скрипач Лев Иосифович Поляков (озвучил Владимир Сафронов)                      |
| Лев Борисов          | сосед Поляковых Сергей Семёнович Обольников                                              |
| Григорий Лямпе       | эксперт-криминалист Ной Маркович Халецкий                                                |
| Светлана Харитонова  | жена Обольникова Евдокия Петровна Обольникова                                            |
| Нина Меньшикова      | бывшая жена Иконникова Анна Александровна Яблонская                                      |
| Александр Яковлев    | преступник Яков Крест                                                                    |
| Наталья Аринбасарова | скрипачка Марина Колесникова                                                             |
| Борис Сморчков       | слесарь-водопроводчик Силкин                                                             |
| Нина Шацкая          | врач-нарколог Алла Георгиевна                                                            |
| Лилия Захарова       | секретарь прокурора Уварова                                                              |
| Евгений Супонев      | зам. министра лёгкой промышленности Платонов                                             |
| Владимир Разумовский | приёмщик из радиомастерской Комов                                                        |
| Владимир Скляров     | сотрудник ОБХСС                                                                          |
| Манефа Соболевская   | жена Мельника                                                                            |
| Валентин Смирнитский | распространитель театральных билетов Александр Еремеевич Содомский                       |
| Олег Хабалов         | работник типографии Николай Григорьевич Дзасохов (Кисляев) (озвучил Владимир Ферапонтов) |
| Борис Левинсон       | парикмахер Семён Кац                                                                     |
| Юрий Катин-Ярцев     | учитель Белаша Николай Сергеевич Трубицын                                                |
| Вадим Захарченко     | заведующий магазином                                                                     |
| Татьяна Чернопятова  | диспетчер таксопарка                                                                     |
| Александр Рахленко   | инспектор Ленинградского уголовного розыска Сергей Леонидов (озвучил Сергей Быстрицкий)  |
| Леонид Белозорович   | бывший приятель Белаша Николай Иванович Баранов                                          |
| Эрвин Кнаусмюллер    | иностранец, покупатель скрипки Страдивари Франц Колвуд                                   |
| Александр Савченко   | таможенник                                                                               |
| Анатолий Ганшин      | начальник цеха                                                                           |
| Николай Горлов       | понятой в квартире Полякова (нет в титрах)                                               |
| Валерий Трошин       | задержанный на дискотеке (нет в титрах) парень                                           |
| Ростислав Плятт      | Николо Амати                                                                             |
| Марина Левтова       | первая жена Страдивари Франческа                                                         |
| Юрий Мороз           | старший сын Страдивари Паоло (озвучил Тимофей Спивак)                                    |
| Андрей Дубовский     | второй сын Страдивари Джузеппе (озвучил Сергей Малишевский)                              |
| Валентин Никулин     | Андреа Гварнери                                                                          |
| Ромуальдас Гудас     | сосед и друг Страдивари Пиччони                                                          |
| Пятрас Стяпонавичюс  | первый покупатель инструментов Страдивари Дювернуа                                       |
| Николай Денисов      | Гварнери Дель-Джезу́                                                                      |
| Александр Делибаш    | Гварнери Дель-Джезу́ в детстве                                                            |
| Саша Порошков        | Страдивари в детстве                                                                     |
| Аудрис Хадаравичюс   | посланник английского короля лорд Канинг (озвучил Сергей Малишевский)                    |
| Фердинандас Якшис    | каноник                                                                                  |
| Леонардас Зельчюс    | сеньор Пиченарди                                                                         |
| Рудольф Панков       | эпизод (озвучивание)                                                                     |
| Вадим Спиридонов     | голос работника милиции по рации                                                         |
| Эльдор Уразбаев      | Заротов, дежурный (озвучивание)                                                          |

## История создания фильма
В основу романа братьев Вайнеров, написанного в 1972 году, положена реальная история. Прототипом для образа Полякова стал выдающийся советский скрипач Давид Ойстрах. В 1968 году его квартиру, где хранилась уникальная коллекция скрипок, взломали и украли большое количество ценностей. Скрипки, среди которых в коллекции Ойстраха тогда ещё не было работ Страдивари, не тронули. В фильме показана настоящая скрипка Страдивари, изготовленная мастером в годы ученичества под руководством Амати. Через 10 лет после выхода фильма, в 1996 году, скрипка была похищена из Государственного центрального музея музыкальной культуры имени М. Глинки.
Николо Амати — последняя и, по мнению многих кинокритиков, лучшая роль Ростислава Плятта в кино.
Премьера фильма состоялась 9 ноября 1987 года, накануне Дня милиции.
Почти вся «итальянская» часть фильма снималась в Вильнюсе (улица Университетo, костёл Святых Иоаннов, ресторан «Руднинкай»).

## Съёмочная группа
- Автор сценария: Аркадий Вайнер, Георгий Вайнер
- Режиссёр: Эльдор Уразбаев
- Оператор: Александр Рыбин
- Художник: Сергей Серебреников
- Композитор: Эдуард Артемьев
- Звукооператор: Борис Корешков
- Государственный симфонический оркестр кинематографии
  - Дирижёр: Эмин Хачатурян